# Drogi rejonu diemidowskiego
Drogi rejonu diemidowskiego w obwodzie smoleńskim w Rosji to wyłącznie drogi regionalne: 3 międzyrejonowe i 29 wewnątrzrejonowych.

## Drogi regionalne (międzyrejonowe)
| Symbol drogi | Drogi na mapie obwodu smoleńskiego: Droga regionalna M1 (Moskwa – Smoleńsk – granica z Białorusią A130 (Moskwa – Rosław – białoruska granica) R120 (Orzeł – Briańsk – Smoleńsk – granica Rosji) | Rejony                          | Przebieg                                                                                           | Długość (km) | Uwagi |
| ------------ | --- | ------------------------------- | -------------------------------------------------------------------------------------------------- | ------------ | ----- |
| 66K-11       | 66K-11 | smoleński diemidowski wieliżski | R120 i wieś Olsza – Diemidow – Wieliż – granica z obwodem pskowskim (w kierunku Uswiatów i Newela) | 115          |       |
| 66K-28       | 66K-28 | diemidowski rudniański          | R120 – Rudnia – Diemidow                                                                           | 43,6         |       |
| 66K-30       | 66K-30 | diemidowski rudniański          | Diemidow i 66K-11 – Ponizowje – Zaozierje i 66K-28                                                 | 58,5         |       |

## Drogi regionalne (wewnątrzrejonowe)
| Symbol drogi | Drogi na mapie rejonu diemidowskiego: Droga regionalna 66K-11 (Olsza – obwód pskowski) 66K-28 (Rudnia – Diemidow) 66K-30 (Diemidow – Ponizowje – Zaozierje) | Przebieg | Długość (km) | Uwagi |
| ------------ | --- | --- | ------------ | ----- |
| 66N-0504     | 66H-0504 | 66K-11 – Chołm – Prżewalskoje                                                                                       | 35,5         |       |
| 66N-0505     | 66H-0505 | Diemidow – Chołm | 20,2         |       |
| 66N-0506     | 66H-0506 | Prżewalskoje – Żeruny – Jewsiejewka                                                                                 | 28,2         |       |
| 66N-0507     | 66H-0507 | • Diemidow i 66K-11 • Wiatsza • Małoje Arietowo • Zabołotje • Boroda • Wierchnieje Chotiakowo • Niżnieje Chotiakowo | 14,2         |       |
| 66N-0508     | 66H-0508 | Zaborje – Bakłanowo – pobliże Anosinek (5 km od Prżewalskoje)                                                       | 23,2         |       |
| 66N-0509     | 66H-0509 | Diemidow – Jeśkowo – Szapy – Borisienki                                                                             | 25,33        |       |
| 66N-0510     | 66H-0510 | Koriewo – Worobji – Staryj Dwor – pobliże Pogołki (2 km od Prżewalskoje)                                            | 19,8         |       |
| 66N-0511     | 66H-0511 | 66K-28 / Juszkowo – Dubrowka – Zalesje                                                                              | 10,30        |       |
| 66N-0512     | 66H-0512 | 66N-0504 / Karcewo – Diemidow / 66K-28                                                                              | 1,47         |       |
| 66N-0513     | 66H-0513 | 66N-0508 – Szugajłowo – Saki                                                                                        | 6,55         |       |
| 66N-0514     | 66H-0514 | 66N-0508 / Bieleńkije – Wierchnije Ługi                                                                             | 8            |       |
| 66N-0515     | 66H-0515 | 66K-30 / Połujanowo – Bojarszczina                                                                                  | 2,65         |       |
| 66N-0516     | 66H-0516 | 66K-11 / Zakrutje – Wierietieja – Starina                                                                           | 9,36         |       |
| 66N-0517     | 66H-0517 | 66N-0509 – Borok – 66N-0505                                                                                         | 12,1         |       |
| 66N-0518     | 66H-0518 | Diemidow – Miedwiedki – Tierieszyny – Jeśkowo                                                                       | 13,31        |       |
| 66N-0519     | 66H-0519 | 66K-11 – Maksimowo                                                                                                  | 2,05         |       |
| 66N-0520     | 66H-0520 | 66K-11 – Lechonow-Bor                                                                                               | 2,4          |       |
| 66N-0521     | 66H-0521 | 66K-30 – Minaki | 0,87         |       |
| 66N-0522     | 66H-0522 | 66K-11 – Syricy – Dubaszy                                                                                           | 3            |       |
| 66N-0523     | 66H-0523 | 66K-11 – Łukaszowo                                                                                                  | 1,57         |       |
| 66N-0524     | 66H-0524 | Baszki / 66K-28 – Gury – Kraśki                                                                                     | 3,83         |       |
| 66N-0525     | 66H-0525 | Bakłanowo – Siniaki                                                                                                 | 3,25         |       |
| 66N-0526     | 66H-0526 | 66N-0508 / Zaborje – Troickoje                                                                                      | 5,8          |       |
| 66N-0527     | 66H-0527 | 66N-0504 – Kamienka – Szaszuty                                                                                      | 2,8          |       |
| 66N-0528     | 66H-0528 | Prżewalskoje – Głaskowo                                                                                             | 4,85         |       |
| 66N-0529     | 66H-0529 | 66H-0506 – Agiejewszczina                                                                                           | 2,7          |       |
| 66N-0530     | 66H-0530 | 66K-11 – Ugory | 3,1          |       |
| 66N-0531     | 66H-0531 | 66K-11 – Nikitino                                                                                                   | 3,15         |       |
| 66N-0532     | 66H-0532 | 66K-11 – Wiszniowka                                                                                                 | 1,4          |       |